# Insurekcionizam
Insurekcionizam (ital. insurrectionismo — pobuna, ustanak) ili insurekcionarni anarhizam, kao teoretski koncept nastao je 1980-ih godina i smatra se jednim od ogranaka anarhizma. Najpoznatiji teoretičar insurekcionizma je Alfredo Bonano, dugogodišnji aktivista. Insurekcionisti se zalažu za uništenje sadašnje strukture kapitala, a ne za njeno preuzimanje od stane revolucionara. Ne zastupaju organizovanje po principima sinteze (kao anarhističke federacije) već grupisanje u neformalne anarhističke skupine.

## Spoljašnje veze
- Članak o insurekcionizmu (jezik: engleski)